# Iglesia de San Facundo y San Primitivo (Silió)
La Iglesia románica de San Facundo y San Primitivo s. XII (Silió) es un templo religioso de culto católico bajo la advocación conjunta de los santos mártires Facundo y Primitivo de la localidad de Silió, en el municipio de Molledo, en la comunidad autónoma uniprovincial de Cantabria, en España. Es Bien de Interés Cultural. declarada Monumento Nacional el 20 de julio de 1896 y Monumento Histórico Artístico el 23 de abril de 1970.
Actualmente se considera que data de la primera mitad del siglo XII, aunque también hay quien la sitúa en el último tercio de ese mismo siglo XII. De ella destaca sobre todo la talla de capiteles y canecillos, de gran calidad.

## Historia
Consta documentalmente la existencia en este lugar de un monasterio, dedicado a estos mismos santos y fundado en 938. Fue donado en 1068 por Sancho II a Oca y en 1119 por la reina Urraca a la Catedral de Burgos. La iglesia que actualmente se conserva parece datar de la época de la reina doña Urraca. Posteriormente sufrió reformas y añadidos, entre ellos, la sacristía y la espadaña. Durante la guerra civil española fue incendiada, dañándose los capiteles del ábside.

## Descripción
Se trata de una iglesia de una sola nave. La entrada principal se encuentra en el muro sur. Esta portada se encuentra adelantada con respecto al muro. Tiene forma de arco de medio punto, abocinada con arquivoltas que avanzan destacándose del muro. Por encima tiene un tejadillo con canecillos en los que abundan los de temática animal. De su exterior lo más destacado es el ábside semicircular. Está dividido verticalmente mediante unas delgadas columnas apoyadas en contrafuertes. Horizontalmente se aprecian dos líneas de impostas. En cada una de esas tres partes hay una ventana, con arco de medio punto y doble columna con capiteles. Destaca la ventana de la izquierda, sobre la sacristía que se añadió en tiempos barrocos. En uno de los capiteles de la misma puede verse un tema frecuente en la primera mitad del siglo XII: los obreros portadores de caldero. A lo largo de toda la cornisa del ábside hay canecillos con diversos temas.
De su interior, también es el ábside lo más interesante, aunque sufriera daños durante la guerra civil, en particular en los capiteles. Se divide en dos cuerpos: en el superior están las tres ventanas que se ven al exterior y en el inferior, una arquería ciega de nueve arcos que incluyen el presbiterio. Se cubre con bóveda de horno y cañón. El arco toral que lo precede también es de medio punto. En el de la derecha están representados, de nuevo, obreros con caldero; en el de la izquierda, un monstruo come a una persona.